# Patty Klein
Patricia Cecilia (Patty) Klein (Den Haag, 25 januari 1946 – Ede, 15 maart 2019) was een Nederlands stripauteur (als Patty Klein) en dichteres. Zij kreeg haar opleiding bij Toonder Studio's en heeft scenario's geschreven voor een groot aantal Nederlandse stripverhalen. Haar gedichten publiceerde ze onder haar huwelijksnaam Patty Scholten.

## Levensloop
Klein werd geboren in Den Haag maar groeide op in Amsterdam. Dichten deed ze sinds haar zevende. In 1966 brak ze haar studie biologie af om als stripschrijver voor Toonder Studio's te gaan werken. Onder andere schreef ze hier scenario's voor de Toonder strips en voor diverse licentiestrips voor uitgeverijen als Disney, Semic Press en Kauka Verlag. In 1973, nadat als gevolg van een koerswijziging bij Toonder een groot deel van de stripafdeling was opgedoekt, ging Klein werken voor bladen als Donald Duck, Sjors, Eppo, Tina, Fix und Foxi, Okki, Jippo en Taptoe, Studio Vandersteen en Comic House. In 1975 was ze een van de oprichters van het stripblad voor volwassenen De Vrije Balloen. 
Voor Sjors schreef ze onder andere de strip Distel, getekend door Börge Ring. Ook schreef ze de eerste nieuwe serie van de strip Sjors en Sjimmie. Zeer populair is Noortje, de strip die zij samen met tekenaar Jan Steeman sinds 1975 maakte voor het meisjesblad Tina. Klein werkte veelvuldig samen met tekenaar Jan van Haasteren, onder andere aan de strips Baron van Tast, Sjaak en Oom George en Erik en Opa.
Op haar 45ste begon Klein onder de naam Patty Scholten weer te dichten en in 1995 verscheen haar eerste bundel Het Dagjesdier met 44 dierentuinsonnetten. Daarna volgden tot nu toe zeven andere bundels bij uitgeverij Atlas-Contact. Over de 17e-eeuwse koopman voor de VOC en natuuronderzoeker Rumphius verscheen de bundel Een tuil zeeanemonen. Ook  publiceerde zij light verse in De Tweede Ronde. Een vertaling van haar werk in het Engels door James Brockway verscheen in 2000 bij London Magazine Edition. Begin 2002 gaf Scholten als "Dutch writer in residence" vier maanden poëzieles aan de Michigan University in Ann Arbor (USA) en over dit verblijf en de natuur in Amerika gaat haar bundel Bizonvoeten. Ook gaf ze enkele jaren les aan de Schrijversvakschool Amsterdam.
Veel gedichten van haar werden in verschillende bloemlezingen opgenomen, waaronder Kerkhofwachters.
In 2004 was Klein negen maanden huisdichter in het zorgcentrum Heerewegen te Zeist, naar het Engelse voorbeeld van de House Poets. Als Patty Scholten schreef ze vormvaste verzen, voornamelijk sonnetten en zeer veel daarvan gaan over dieren. Ze wordt algemeen tot de beste Nederlandse dierendichters gerekend. Ook schreef ze een autobiografie in sonnetten: De ziel is een pannenkoek (2011). Ze werkte aan een herrijming van gedeeltes uit de oudste natuurhistorie in het Nederlands Der naturen Bloeme van Jacob van Maerlant onder wetenschappelijke begeleiding van dr. Ingrid Biesheuvel en een bundel sonnetten over haar opa Ben Geijsel (ook wel geschreven als Ben Geysel), een multi-musicus die vooral beroemd werd in Berlijn in de twintiger-dertiger jaren. Hij was onder andere General Tonmeister van de Duitse Rundfunk en dirigent van het Berlijns Radio Orkest. Hij moest vluchten voor de nazi's in 1937 en kwam in Nederland in de lichtere muziek terecht, werd onder andere componist en dirigent bij de Bouwmeester Revue, dirigent van het Carré orkest en componist van muziek voor films.
Ze verbleef na een val in 2018 in een verzorgingstehuis in Ede, waar ze in maart 2019 op 73-jarige leeftijd overleed. Drie weken voor haar overlijden werden haar door burgemeester Agnes Schaap van Renkum de onderscheidingtekens uitgereikt van ridder in de Orde van de Nederlandse Leeuw.

## Persoonlijk
Klein was getrouwd met hoogleraar biologie Huub Scholten die haar in de jaren tachtig hielp met de oprichting van het striptijdschrift De Vrije Balloen. Samen met hem fokte ze jarenlang als hobby Devon Rex katten onder de catterynaam Van Plezier.

## Nominaties en prijzen
- 1987 - de Jaarprijs voor Bijzondere Verdiensten van Het Stripschap
- 1996 - Nominatie voor de VSB Poëzieprijs voor Het Dagjesdier[6]
- 2000 - Kees Stipprijs
- 2001 - Nominatie voor de VSB Poëzieprijs voor Een tuil zeeanemonen[7]
- 2005 - Nominatie voor Dichter des Vaderlands
- 2012 - Bulletje en Boonestaak Schaal van Het Stripschap
- 2019 - Ridder in de Orde van de Nederlandse Leeuw[8]